# Šalva Kikodze
Šalva Kikodze (gruzínsky შალვა ქიქოძე; 1894 – 7. listopadu 1921 Freiburg im Breisgau) byl gruzínský expresionistický malíř. V letech 1914 až 1918 studoval v Moskvě na škole malby, sochařství a architektury, v letech 1918 až 1920 pobýval v Tbilisi, kde tvořil divadelní dekorace. Poté se přesunul do Paříže. Zde onemocněl plicní chorobou a zemřel v německém Freiburgu, kam se přesunul kvůli léčení. Nejvýznamnější sbírku jeho děl vlastní Gruzínské umělecké muzeum.